# 港城路駅
港城路駅（こうじょうろえき）は中華人民共和国上海市浦東新区に位置する上海地下鉄6号線及び10号線の駅である。

## 歴史
- 2007年12月29日：6号線の駅として開業[1]。
- 2020年12月26日：10号線の開業により乗換駅となる[2]。

## 駅構造
相対式ホーム2面と島式ホーム1面を有する3面4線の高架駅。6号線降車のホームと10号線基隆路方面のホームで対面乗り換えが可能である。

### のりば
| 番線 | 路線     | 行先                             |
| ---- | -------- | -------------------------------- |
| 1    | ■ 6号線  | 世紀大道・東方体育中心方面       |
| 2    | ■ 6号線  | 降車ホーム                       |
| 3    | ■ 10号線 | 基隆路方面                       |
| 4    | ■ 10号線 | 南京東路・虹橋火車站・航中路方面 |

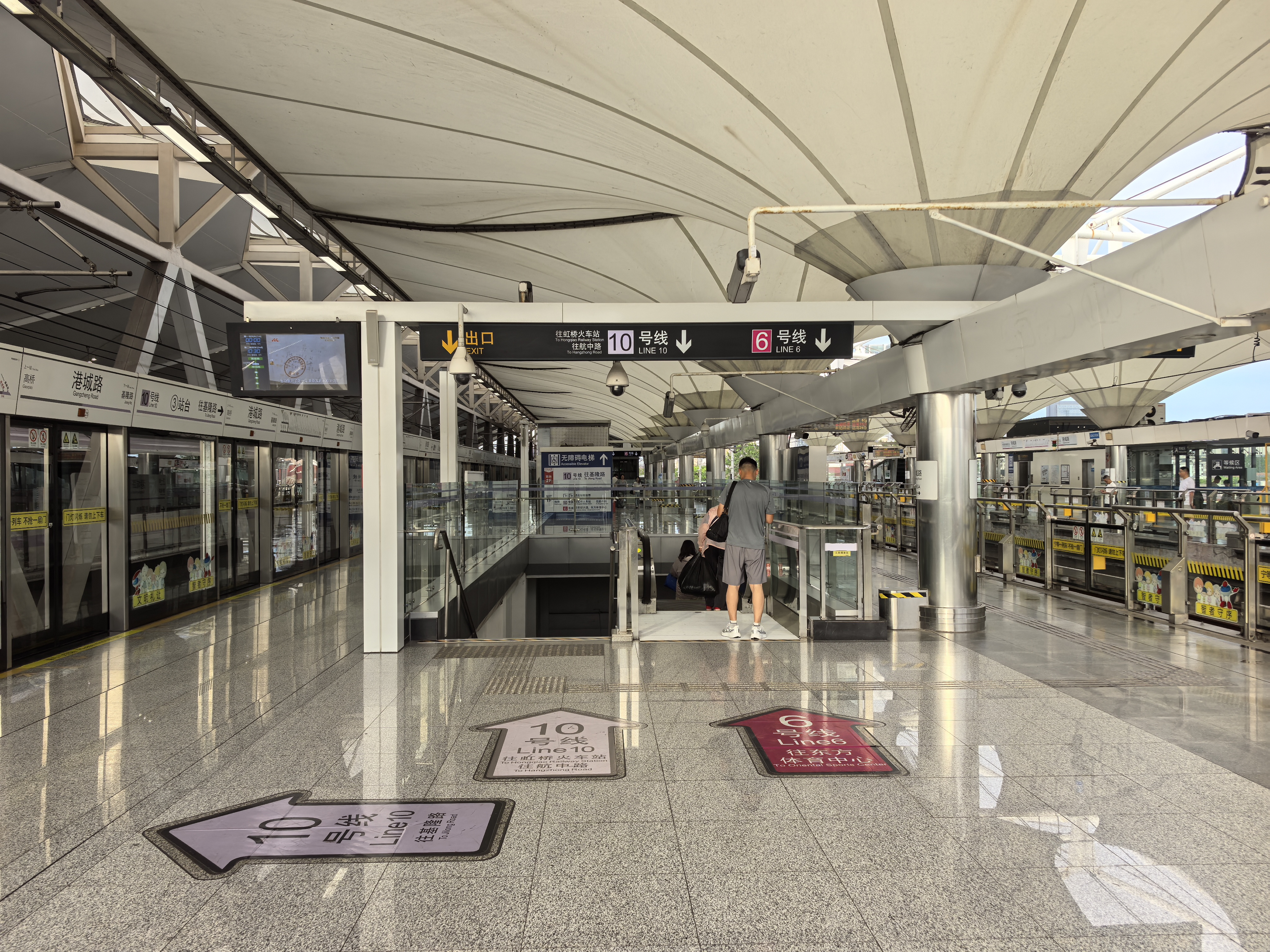
2・3番線ホーム
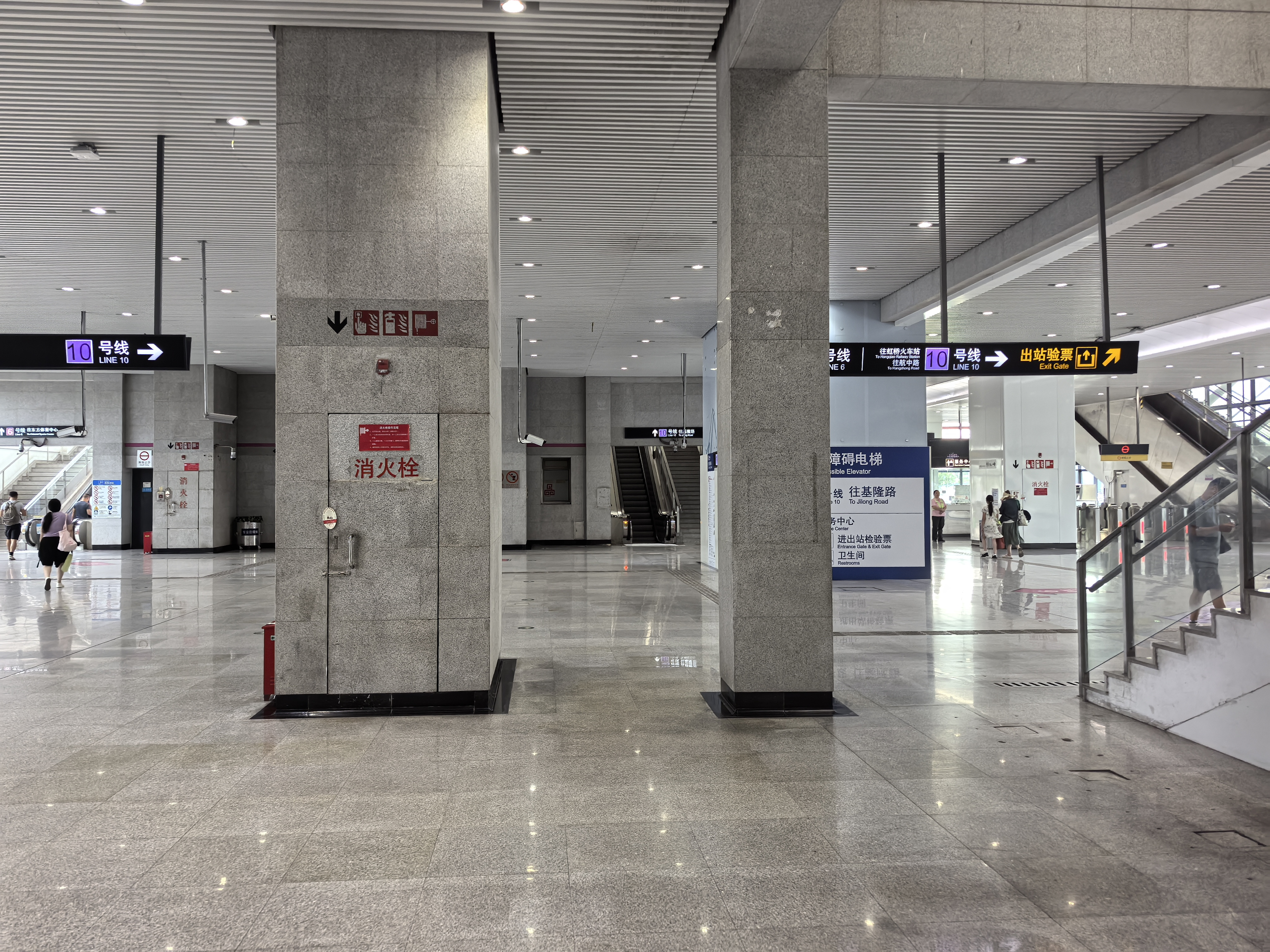
コンコース

## 隣の駅
上海軌道交通
■ 6号線
港城路駅 - 外高橋保税区北駅
■ 10号線
高橋駅 - 港城路駅 - 基隆路駅